# Четвёртое правительство Израиля
Четвёртое правительство Израиля (ивр. ממשלת ישראל הרביעית‎) было сформировано Давидом Бен-Гурионом 24 декабря 1952 года, после отставки третьего правительства. В состав правительства входило 15 министров и 4 заместителя министров. Четвёртое правительство, как и предыдущие, было коалиционным, при формировании кабинета Бен-Гурион вывел из коалиции представителей ультраортодоксальных партий Агудат Исраэль и Поалей Агудат Исраэль и заменил их на представителей Партии общих сионистов и Прогрессивной партии.
На период пребывания у власти четвёртого правительства пришёлся кризис советско-израильских отношений. В начале 1953 года дипломатические отношения между Иерусалимом и Москвой были разорваны, причиной были процессы против евреев в странах Восточной Европы и СССР, начавшиеся в 1952 году, в частности, процесс Сланского в ЧССР и «дело врачей» в СССР.
Формальным поводом для разрыва отношений стал взрыв бомбы, совершённый 9 февраля 1953 года на территории советский миссии в Израиле, в результате чего несколько сотрудников миссии получили ранения. Однако после смерти И. В. Сталина и снятия обвинений с арестованных по «делу врачей» советско-израильские отношения опять улучшились, и дипломатические отношения были восстановлены 20 июля 1953 года.
Четвёртое правительство Израиля ушло в отставку 26 января 1954 года, после того как Бен-Гурион 6 декабря 1953 подал в отставку с поста премьер-министра, заявив, что намерен поселиться в кибуце Сде-Бокер в пустыне Негев. Этот шаг Бен-Гурион объяснял усталостью от непрерывной политической борьбы, и, кроме того, он хотел подать этим пример другим государственным деятелям.
7 декабря Бен-Гурион выступил по радио с краткой прощальной речью, процитировав псалом Давида: «Господи, не надмевалось сердце мое, и не возносились очи мои, и я не входил в великое и для меня недосягаемое» (Пс. 131:1). Пост премьер-министра Бен-Гурион передал соратнику по МАПАЙ Моше Шарету.
| Четвёртое правительство Израиля                          | Четвёртое правительство Израиля                                   | Четвёртое правительство Израиля |
| Должность                                                | Имя, фамилия                                                      | Партийная принадлежность        |
| -------------------------------------------------------- | ----------------------------------------------------------------- | ------------------------------- |
| Премьер-министр Министр обороны                          | Давид Бен-Гурион                                                  | «МАПАЙ»                         |
| Министр сельского хозяйства                              | Перец Нафтали                                                     | «МАПАЙ»                         |
| Министр развития                                         | Дов Йосеф (с 15 июня 1953)                                        | «МАПАЙ»                         |
| Министр образования и культуры                           | Бен-Цион Динур                                                    | Не был депутатом Кнессета       |
| Министр финансов                                         | Леви Эшколь                                                       | «МАПАЙ»                         |
| Министр иностранных дел                                  | Моше Шарет                                                        | «МАПАЙ»                         |
| Министр здравоохранения                                  | Йосеф Сапир (до 29 декабря 1953) Йосеф Серлин (с 29 декабря 1953) | Партия общих сионистов          |
| Министр внутренних дел                                   | Исраэль Роках                                                     | Партия общих сионистов          |
| Министр юстиции                                          | Пинхас Розен                                                      | Прогрессивная партия            |
| Министр труда                                            | Голда Меир                                                        | «МАПАЙ»                         |
| Министр внутренней безопасности                          | Бехор-Шалом Шитрит                                                | «МАПАЙ»                         |
| Министр связи                                            | Йосеф Бург                                                        | Хапоэль Ха-Мизрахи              |
| Министр по делам религий Министр социального обеспечения | Хаим Моше Шапира                                                  | Хапоэль Ха-Мизрахи              |
| Министр торговли и промышленности                        | Перец Бернштейн                                                   | Партия общих сионистов          |
| Министр транспорта                                       | Йосеф Серлин (до 29 декабря 1953) Йосеф Сапир (с 29 декабря 1953) | Партия общих сионистов          |
| Министр без портфеля                                     | Дов Йосеф (до 15 июня 1953)                                       | «МАПАЙ»                         |
| Министр без портфеля                                     | Пинхас Лавон                                                      | «МАПАЙ»                         |
| Заместитель министра образования и культуры              | Кальман Кахана                                                    | Поалей Агудат Исраэль           |
| Заместитель министра по делам религий                    | Зерах Вархафтиг (с 5 января 1953)                                 | Хапоэль Ха-Мизрахи              |
| Заместитель министра торговли и промышленности           | Залман Сузаев (с 15 июня 1953)                                    | Партия общих сионистов          |
| Заместитель министра социального обеспечения             | Шломо-Исраэль Бен-Меир (с 5 января 1953)                          | Мизрахи                         |